# YOZAN戦士アズマンジャー
YOZAN戦士アズマンジャー（ようざんせんしアズマンジャー）は、山形県米沢市を中心に活躍している戦隊型のローカルヒーロー。
米沢の特産品のグループ 米沢のABC（Apple=舘山りんご、Beef=米沢牛、Carp=米沢鯉）をモチーフとしている。全員でダンスを踊るアクションを取り入れたショーを行う。

## 概要
「米沢市の産業の活性化」、「米沢のPR」、「次世代への伝統文化伝承」を目的に、米沢の地にローカルヒーローをつくろうと、杉山伸一が企画し、米沢市の「まちづくりプラン大賞」コンペティションでプランを提案。優秀賞を受賞した。
その後、米沢市の「米沢のご当地ヒーロー "ヨウザン戦士 アズマンジャー" による地域産業活性化事業」として、ジーエスデザイン株式会社が委託事業を受託し企画・運営を行い、2012年4月29日の米沢上杉まつりで正式デビューした。
米沢市内外のイベントや福祉施設などに登場し、アクションショーや握手会などを行う。特徴としては、アクションショーの終盤にアズマンジャーと悪役がダンスを踊るシーンがある。
2016年より、ジーエスデザイン株式会社より、独立しサークル活動として運営されている。

## 名称について
領地返上寸前の米沢藩再生のきっかけを作り、江戸時代屈指の名君として知られている、米沢藩の第9代藩主の上杉鷹山（うえすぎようざん）。飢餓で米沢藩の民が苦しむ中、鷹山が民に尽くし米沢を守ったように、「鷹山の教えを大切にし、米沢を守るために戦う戦士」ということから、「YOZAN戦士」という名前となった。また米沢市民に親しみある「上杉鷹山」の「鷹山=ようざん」を戦隊名に取り入れ、米沢市民が"米沢市のヒーローなんだ"とイメージしやすくするためでもある。
「アズマンジャー」という名前は、米沢市にも位置する吾妻山（あづまやま）の「吾妻（あづま）」に由来する。
表記した場合「あづま」となるが、活動を通じて「米沢のABCに限らず、米沢がA～Zまで更に幅広く発展するように」という願いも込められているため、「A-Z」と表記した際の読み方である「アズ」も含めて「アズマ」となった。
また「アヅマンジャー」という表記となると「ヅ」「ジ」が混在し、読みづらくなるため、「ヅ」を「ズ」に直したという理由もある。
ちなみに、アズマンジャーのロゴタイプには、「羽ばたこうとしている鷹」と「山」が描かれており、上杉鷹山の「鷹山」を表している。また羽を広げた鷹は、米沢市に伝わる木彫工芸品笹野一刀彫の代表的な題材「お鷹ポッポ」と呼ばれる鷹で、山は吾妻山をモチーフとしている。なぜ鷹が羽ばたこうとしているのかというと、「米沢の更なる発展と、子供達の明るい未来を目指す」ということを表しているためである。

## あらすじ
江戸時代。米沢藩は、多くの人々の命が奪われていた。これは鬼「ガオル」の悪さであった。
米沢藩の侍達はガオルを封印することに成功。
そして、現代。自己中心的な人々が多く現れたことで、ガオルの封印を解いてしまう。
封印が解けたガオルは、人々の憎しみを力に、実体のない邪悪な闇邪鬼にパワーアップしていた。
ガオルは、米沢への復讐のため、米沢の地を支配してしまおうと目論む。
ガオルは、嫉妬で生まれた魔女「ジャミンナ」と、ガオルが生み出した戦闘員「スペタノ＆コペタノ」と共に悪さをはたらき、人々の憎しみを増大させた。
米沢市は対策司令部を設置。司令部の直江司令官は、米沢の特産物に宿る魂（エネルギー）「ヨネザワノチカラ」の存在を思い出し、米沢の特産品である「米沢のABC(舘山リンゴ、米沢牛、米沢鯉)」に宿る魂を実態化することに成功する。
直江司令官は、全ての事実を、特産品の生産者達（舘山、牛原、鯉堀）に伝え、共に米沢市の為に戦ってほしい伝えた。
ヨネザワノチカラで超戦士へと変身する変身道具を開発し、3 人が「ナセバナル」と叫ぶと、3 人の体は眩い光に包まれ、
光がおさまると3人の体は、特産物の力から作られる「ヨネオリスーツ」を纏った超戦士へと変わっていたのである。
そしてここにYOZAN戦士アズマンジャーが誕生したのである。これにより、米沢市を中心にガオル一味との激しい戦いが始まる。

## YOZAN戦士アズマンジャー
YOZAN戦士アズマンジャーは、[米沢市#米沢のABC|米沢のABC]である、舘山りんご、米沢牛、米沢鯉をテーマとしている。変身の掛け声は「ナセバナル！」で、上杉鷹山の教えである「為せば成る 為さねば成らぬ 何事も 成らぬは人の 為さぬなりけり」に由来している。
舘山 豪（たてやま ごう） / アズマレッド
アズマンジャーのリーダー。
米沢市出身。男性。
舘山リンゴから得られたヨネザワノチカラで、アズマレッドに変身する。かつてガオルを封印した侍の末裔である。普段は、米沢市舘山のリンゴ農家として働く。OPA司令部所属員でもある。米沢イケメンコンテストでの優勝経験あり。剣道でインターハイに出場した腕前の持ち主。
お調子者な性格でもあるが、アズマンジャーの中では能力のバランスに優れ一番強く、とても頼りになる存在。
◆大好きなもの：リンゴ、米沢の豊かな自然。
◆必殺技：甘味 剪定拳（かんみせんていけん）
名称は、"甘味のあるおいしい舘山りんごを実らすため、枝葉を剪定する"ということに由来している。
牛原 力（うしはら りき） / アズマブラック
パワー系の戦士
米沢市出身。男性。
米沢牛から得られたヨネザワノチカラで、アズマブラックに変身する。かつてガオルを封印した侍の末裔である。普段は、米沢牛の畜産農家として働く。OPA司令部所属員でもある。筋力が自慢で、武闘大会では無敗の記録を持つが、実は優しく、恥ずかしがり屋な性格。
最近、自分の牧場で生まれた「花子」という仔牛を溺愛している。その溺愛ぶりは、母牛の代わりに自分でミルクをあげるほど。
◆大好きなもの：野菜、草原、花子。
◆必殺技：霜降流美味形出掌（しもふりりゅううまがたでしょう）＝掌底
名称は、"霜降り牛、うまがった（おいしかった）でしょう？"ということに由来している。
鯉掘 昇（こいほり しょう） / アズマブルー
頭脳・スピード系の戦士
米沢市出身。男性。
米沢鯉から得られたヨネザワノチカラで、アズマブルーに変身する。かつてガオルを封印した侍の末裔である。普段は、米沢鯉の養殖をしている。OPA司令部所属員でもある。気長な性格ではあるが、悪いことをする人には厳しい。
アズマンジャーの中では一番年下のため、アズマレッドとアズマブラックと比べ訛りも少なく、誰に対しても（時には敵にも）「～ですね」などと敬語で話す。
◆大好きなもの：水泳。
◆必殺技：甘煮流美味形拳（うまにりゅううまがたけん）＝アッパー
名称は、"鯉の甘煮（うまに）、うまがったっけ（おいしかったよ）"ということに由来している。

## OPA司令部
OPA(Oshoshi Protect Associateion)司令部は、表向きはガオル一味の米沢侵略計画を受け、米沢市が設置した緊急対策本部。実際は、アズマンジャーの活動を支える秘密基地でもある。所在地は未公表。優秀な直江司令官を中心に、秦博士などをはじめ、優秀な人材が集う超大規模な組織である。アズマンジャー公式ラジオ「アズ・ジャミ」は、司令部の情報支部より配信されているらしい。
直江司令官（本部長）
YOZAN戦士を統括する頼れるOPA司令部指揮官。一方で、対策本部長としての顔も持つ。かつて米沢藩でガオルを封印した侍達の隊長を務めていた藩士の子孫でもあり、元警察官。警察官時代には、その強い正義感から、様々な凶悪犯罪を解決してきた。歴史や策略、推理の知識に長けている。趣味は読書。自宅で挽きたてのコーヒーを飲みながら庭で本を読む時間が至福の時。
モデルは、現在の米沢市街地の基礎を築いた、上杉家の家老「直江兼続」。
秦博士
米沢高等工業学校教授 秦逸三の子孫であり、OPA司令部専属博士。直江隊長の幼馴染でもある。司令部では、ガオル一味を倒すための機器開発に力を入れている。かなりの研究家で、不可能といわれていた、ヨネザワノチカラを米沢の特産物から抽出し塊として実体化をさせることに成功。ヨネザワノチカラを内蔵した変身道具を発明し、ヨネザワノチカラを開放させヨネオリスーツを作りだすことにも成功した。

## ガオル一味
米沢を脅かす悪の組織。アズマンジャーの敵である。各キャラクターの名前には、米沢の方言が用いられている。
なぜ名前に米沢の方言を取り入れたのかという理由は、完全なる「悪」ではなく、少し親しみや親近感のある悪役のイメージを作るため。
そのため、名前に起用した方言は、米沢市内では日常的に使い、市民が耳にしたことのある方言である。
闇邪気 ガオル / ボス
元々は、米沢藩の人々を苦しめてきた悪い鬼。現代では、人々の膨大な憎しみが作り出した実体のない闇邪鬼となった。米沢市征服を目論んでいる。一人でも多く、憎しみに満ちた人や感謝の心を失った人はいないかと常に探している。特に純粋な子どもたちの心を闇で支配し、すぐに手下として取りこんでしまおうと考えている。感謝の心が一番嫌い。
「がおる」とは米沢の方言。標準語で「弱る」の意味。「米沢を悪で"がおらせる"（弱らせる）存在」ということで、「ガオル」という名前になった。
魔女 ジャミンナ / 幹部
人々の嫉妬が作り出した魔女。容姿端麗で女王様気質。ガオルの元で動き、スペタノ＆コペタノを統括している。ガオルには知られていないが、ガオルへの忠義は誠実なものではなく、自らの利益のためである。無計画でおっちょこちょいな面があり、いつもアズマンジャーに負けてばかりいる。負けた際は、アズマンジャーを馬鹿にするために、わざと米沢弁で「アカメショッパイピー（意味：あっかんべー）」と叫びながらあっかんべーをして退散する。愛用の武器は、ガオルより与えられた魔法の杖。杖にはガオルの力が宿っている。
「じゃみんな」とは米沢の方言。標準語で「泣くな」の意味。ジャミンナが嫉妬から産まれた際に、泣き喚いていたことから、ガオルが「ジャミンナ」と名づけた。
スペタノ＆コペタノ / 戦闘員
ガオルの米沢征服のために動く、仲良し2人組の戦闘員。ガオルが憎しみを使って生み出した。
顔に赤文字で "すぺ" と書いてあるのが、スペタノ。顔に青文字で "こぺ" と書いてあるのが、コペタノ。
叫び声は「ワッサー」、パワーアップした時の叫び声は「シャイコネー」。愛称は「スペちゃん」「コペちゃん」。
「すぺたのこぺたの」とは米沢の方言。標準語で「つべこべ言う」の意味。叫び声の「ワッサー」は、米沢の方言「わっさ＝いたずら」からきており、「シャイコネー」は方言「しゃいこね＝余計な・お節介な」に由来している。

## アズマンジャーの装備
ヨネザワノチカラ
米沢市を支える、米沢の特産物に宿る魂（エネルギー）。古くから人々を米沢へ引きつける力があると言われている。またこの魂には、純粋な心で米沢を愛す者のみが操れる特殊な力が存在している。OPA司令部の秦博士により、塊として実体化された。アズマンジャー各3人の必殺技は、この力を利用して生み出されている。
ヨネオリスーツ
アズマンジャー各戦士が変身した際に装着する戦闘服。米沢の有名な織物「米沢織物」にちなんだ名称。ヨネザワノチカラの種類によって、マスクの形やスーツの色などが異なる。
また、黒と白を基調とした陣羽織のような上着がスーツと共に装着され、背中にはそれぞれの特産品のマークが記されている。
・舘山りんご → 赤いヨネオリスーツ、りんごの形をしたマスク、上着の背中にリンゴのマーク
・米沢牛 → 黒いヨネオリスーツ、牛の顔の形をしたマスク、上着の背中に牛のマーク
・米沢鯉 → 青いヨネオリスーツ、鯉の顔の形をしたマスク、上着の背中に鯉のマーク
実際にアズマンジャーの陣羽織には、米沢繊維協議会の提供により、地場産の米沢織の絹100%の生地が使用されている。
デザインはそれぞれの特産物を模している。また米沢は直江兼続、前田慶次、伊達政宗など歴史との関わりが深いことから、全体的に戦国武将をイメージしたコスチュームのデザインとなっている。
マスク後頭部にある「米」の模様は、「米沢」の「米」を表している。
また陣羽織の胸にある紋章は、米沢市の市章を模したものになっている。
変身道具
秦博士が発明した、変身道具。これにはヨネザワノチカラを凝縮した塊が内蔵されており「ナセバナル!」と発声すると、ヨネザワノチカラが開放されてヨネオリスーツが実体化する。

## アズマンジャーの合体技
アズマンジャーの合体技はダンスを踊るのがほとんどだが、それには理由があり、子供と会場にショーを見に来た父兄の方も一緒に楽しめるようにとの狙いから、ダンスを取り入れた。
必殺アズマンオショウシナー
全員でダンス攻撃。ガオル一味が一番嫌う「感謝の心=おしょうしな（ありがとう）」で倒す。米沢人の謙虚さの表れでもある。
超必殺カダデオショウシナー
全員でダンス攻撃。「必殺アズマンオショウシナー」よりも協力な合体技。「かだでおしょうしな=本当にありがとう」の心で倒す。

## テーマソング
「アズマンジャーのテーマ」というオリジナルの主題歌があり、握手会でのBGMやショーでも流れている。
ヴォーカルは、タレントで米沢市の"おしょうしな観光大使"である ダニエル・カール 。作曲は、津軽三味線奏者で"Soul & Beat Unit 天地人"の 黒澤博幸 。歌詞には、米沢市の方言が取り入れられており、また子供達へのメッセージも込められている。
2012年9月16日(日)に米沢市の伝国の杜にて開かれた「東日本大震災復興支援コンサート Soul＆Beat Unit 天地人 ～雲漢～ みちのく縦断ツアー」の米沢公演で、ダニエル・カール 、"Soul & Beat Unit 天地人"が「アズマンジャーのテーマ」を生演奏、アズマンジャーも登場しコラボレーションを行ったこともある。